# 湖北路 (南京)
湖北路，是南京市的道路，南起中山北路，北至湖南路。以湖北省为名。1927年修建，将狮子桥和新菜市部分并入，统称湖北路。狮子桥与湖北路相交。